# رابرت اندروز
رابرت اندروز (Robert Andrews) (زادهٔ ۱۷۴۸ – درگذشتهٔ ۴ فوریه ۱۸۰۴)، روحانی آمریکایی/استعماری بود که در جریان جنگ انقلاب آمریکا پیشنماز نظامی بوده و بعداً استاد کالج ویلیام و مری شد، او همچنین نویسنده و سیاستمدار بود که از شهرستان جیمز سیتی در کنوانسیون تصویب ویرجینیا نمایندگی نموده و از شهرستان ویلیامزبرگ در مجلس نمایندگان ویرجینیا (۱۷۹۰ – ۱۷۹۹ میلادی) نمایندگی کرد.

## اوایل زندگی و خانواده
رابرت در نزدیکی الکتون، مریلند و در مرز این مستعمره با پنسیلوانیا، از لتیشیا کوک اولی و شوهر وی موسز اندروز به‌دنیا آمد. پدر، پدربزرگ وی جان اندروز از شهرستان راتلند، انگلستان در ۱۶۵۴ میلادی به ولایت مریلند مهاجرت نموده بود. خانواده وی شامل چهار برادر می‌شد، موسز اندروز، کشیش جان اندروز، جیمز اندروز و پولیدور اندروز.

### تحصیلات و انتصاب به عنوان کشیش
اندروز با آغاز در ۱۷۶۶ میلادی تحت نظر سرکشیش ویلیام اسمیت و استاد فرانسیس الیسون در کالج فیلادلفیا آموزش دید. او با کسب مدرک کارشناسی A.B در ۱۷۶۸ میلادی از آنجا فارغ‌التحصیل شده و همانند برادر بزرگتر خود جان، او نیز پس از اتمام کالج در رشته الهیات آموزش دید. در ۱۷۶۹ میلادی او به شهرستان گلاستر، ویرجینیا سفر کرد تا به‌طور خصوصی کودکان مزرعه‌دار و فرماندار آینده ویرجینیا، جان پیج، را آموزش دهد. در ۱۷۷۲ میلادی، اندروز از طریق کشتی به لندن رفت تا درجه کشیش در آنجا به وی اعطاء گردد.

## حرفه

### استاد و میهن‌دوست انقلابی
در اواخر ۱۷۷۴ میلادی، اندروز یکی از سیزده مرد (از تنها چند روحانی) بود که روی سندی که توسط ۸۹ عضو پیشین مجلس ایالتی ویرجینیا و مریلند ترتیب داده شده بود امضاء کرد، این سند ایجاد یک کنگره عمومی و همچنین اتحادیه غیروارداتی را توصیه کرد. سال بعدی او به کمیته مصونیت شهرستان یورک پیوست.
با بدتر شدن جنگ با انگلستان، کالج ویلیام و مری در ویلیامزبرگ به‌سوی یک کشمکش پرتاب شد. استاد فلسفه اخلاقی، ساموئل هینلی به انگلستان فرار کرد. رئیس کالج جان کام و دو استاد مجبور به استعفا از سمت خود شدند. تا ۱۷۷۷ میلادی تنها کشیش جیمز مدیسون که فلسفه طبیعی و ریاضی تدریس می‌کرد، (و پسر عموی رئیس‌جمهور آینده آمریکا که او نیز جیمز مدیسون نام داشت، بود) و جیمز براکین (رئیس مدرسه دستور زبان) در کالج باقی ماندند.
در ۱۷۷۷ میلادی، کشیش اندروز به عنوان کشیش هنگ دوم در نیروهای ایالتی ویرجینیا تحت فرماندهی جرج گیبسون شامل خدمت نظامی شده و تا ۱۷۸۰ میلادی خدمت کرد.
در دسامبر ۱۷۷۷، اندروز سمتی را به عنوان استاد فلسفه اخلاقی در کالج ویلیام و مری پذیرفت، اما در جریان جنگ، کالج بیشتر اوقات بسته بود. در اکتبر ۱۷۷۸ میلادی، اندروز ریاست جلسهٔ انتخاب استاد بزرگ لژ بزرگ ویرجینیا (Grand Lodge of Virginia) را بر عهده داشت و خود او به عنوان معاون جان بلیر جونیور انتخاب گردید، بلیر جونیور یکی از وکیلان پیشتاز محلی بود که در اواخر عمر خود به عنوان قاضی دستیار دیوان عالی ایالات متحده خدمت کرد. زمانی که کالج در ۱۷۷۹ میلادی تحت رهبری توماس جفرسون و جرج ویت (کسی که نخستین استاد حقوق شهرستان گردید) مجدداً سازماندهی شد، مدرسه دستور زبان بسته شد. استادی زبان‌های شرقی ملغا شده و استاد مدیسون دوباره تدریس فلسفه اخلاقی را از سر گرفت. با این حال، اندروز سمت پیشین به عنوان استاد حقوق طبیعی و ملت‌ها را دوباره به‌دست آورده و مضامین هنرهای زیبا نیز به محدوده تدریسی وی اضافه گردید. در این ملت جدید، اندروز به نخستین استاد کالج مبدل شد که از حوزه‌های تدریسی وی هنرهای زیبا بود. اندروز سال‌نمای را حداقل در سال‌های ۱۷۸۱، ۱۷۸۳، ۱۷۹۴ و ۱۷۹۵ میلادی منتشر نمود. در ۱۷۸۴ میلادی، او سمت مهم استاد ریاضی را پذیرفت (این کالج تمامی نقشه‌برداران در ایالت مشترک‌المنافع جدید را تصدیق می‌کرد) و این سمت استادی را تا زمان مرگ خود حفظ کرد.
رأی‌دهندگان ویلیامزبرگ اندرو را در ۱۷۷۹ میلادی در کمیته امنیت خود انتخاب نمودند و پس از مدت کوتاهی او یکی از اعضای انجمن شهرداری این شهرستان شد. کالج در اواخر سال ۱۷۸۰ میلادی، بنا بر تحرکات نیروها و نبرد گرین اسپرینگ، قبل از محاصره یورک‌تاون، بسته شد.

### سیاستمدار
در ۱۷۸۱ میلادی، اندروز دستیار شخصی فرماندار توماس نیلسون شد.
پس از آن، وی به عنوان نماینده شهرستان جیمز سیتی در کنوانسیون ۱۷۸۸ تصویب ویرجینیا انتخاب شد، کنوانسیونی که قانون اساسی ایالات متحده را تصویب کرد. با آغاز ۱۷۹۰ میلادی، رأی‌دهندگان ویلیامزبرگ برای دوبار اندروز را به عنوان نماینده (نیمه-وقت) خود در مجلس ایالتی ویرجنیا (۱۷۹۰–۱۷۹۸) انتخاب نمودند، هرچند مرکز جدید ایالت به شهر ریچموند نقل مکان نموده بود. او دوباره به‌جای دموند راندولف به عنوان نماینده انتخاب گردیده و تا ۱۷۹۹ میلادی خدمت کرد. در ۱۷۹۸ میلادی، اندروز بر علیه مصوبه ویرجینیا که مخالف قانون بیگانگی و آشوب فدرال (Alien and Sedition Acts) بود، رأی داد. رأی‌دهندگان ویلیامزبرگ او را به‌جای ادمون راندولف در مجلس نمایندگان ویرجینیا انتخاب نموده و پس از آن نیز برای چندین بار مجدداً او را به عنوان نماینده خود انتخاب کردند.
کشیش جیمز مدیسون و اندروز در کمیسیون فدرال که مرز نهایی میان ویرجینیا و پنسیلوانیا را تعیین نمود، خدمت کردند.

## زندگی شخصی
او در نخست با الیزابت بالارد (۱۷۴۵ – ۱۷۹۳ میلادی) که پدر وی منشی شهرستان پرنسیس ان در مریلند بود، ازدواج کرد. هرچند هیچ‌یک از پسران و یک دختر آنها، الیزابت ازدواج نکردند، اما دختر بزرگ آنها آن با ویلیام راندولف از ویلتون ازدواج نموده و دختر سومی آنها کاترین با جوسف بیدل ویلکینسون (فرزند ژنرال ویلکینسون که بعداً به ایالت لوئیز یانا نقل مکان نمود) ازدواج کرد. پس از مرگ همسر خود، اندروز برای بار دوم با مری بلیر (۱۷۵۸ – ۱۸۲۰ میلادی)، دختر قاضی جان بلیر ازدواج کرد، اما آنها هیچ فرزندی نداشتند.

## مرگ و میراث
اندروز در ۴ فوریه ۱۸۰۴ در ویلیامزبرگ درگذشت. کتابخانه سویم در کالج ویلیام و مری از نوشته‌های وی نگهداری می‌نماید که شامل رسیدی از فروش یک برده‌است.